# گیلان‌ده (اردبیل)
گیلان‌ده روستایی است که در استان اردبیل، شهرستان اردبیل، بخش مرکزی، دهستان کلخوران قرار دارد.

## جمعیت
بر اساس سرشماری سال ۱۳۸۵ جمعیت این روستا ۸۷۷ نفر با ۲۴۱ خانوار بوده‌است.